# Miss Belgique 2009
Miss Belgique 2009, 75e élection de Miss Belgique, s'est déroulée le 23 décembre 2008 au Spiroudome à Charleroi.
La cérémonie a été animée par l'animateur de télévision Jean-Michel Zecca et Véronique De Kock, Miss Belgique 1995. Elle a été diffusée en direct côté francophone sur RTL-TVI et côté néerlandophone sur VT4.
La ville de Charleroi accueille la compétition au RTL Spiroudome pour la 2e fois. La dernière fois que le concours fut accueilli était pour l'élection de Miss Belgique 2004.
La gagnante, Zeynep Sever, succède à Alizée Poulicek, Miss Belgique 2008.

## Classement final
| Résultats final    | Candidates |
| ------------------ | --- |
| Miss Belgique 2009 | - Bruxelles - Zeynep Sever |
| 1re dauphine       | - Hainaut - Cassandra d’Ermillio |
| 2e dauphine        | - Limbourg - Michèle Thissen |
| 3e dauphine        | - Limbourg - Debbie Vaes |
| 4e dauphine        | - Flandre-Occidentale - Seren Sierack |
| Semi-finalistes    | - Miss Brabant wallon - Charlotte Withofs - Flandre-Occidentale - Lauren Vanbiervliet - Flandre-Occidentale - Stefanie Dehennin - Anvers - Lindsey Blassieaux - Luxembourg - Alicia Massaux |

## Candidates
| Titre régional                           | Candidate              | Âge    | Taille | Domicile             | Élue le                          |
| ---------------------------------------- | ---------------------- | ------ | ------ | -------------------- | -------------------------------- |
| Miss Anvers                              | Lindsey Blassieaux     | 22 ans | 170 cm | Brasschaat           | 23 août 2008 à Anvers            |
| Crown Card de Miss Brabant flamand       | Isabel Chairez         | 20 ans | 170 cm | Asse                 | 20 septembre 2008 à Oud-Heverlee |
| Miss Bruxelles                           | Zeynep Sever           | 18 ans | 176 cm | Molenbeek-Saint-Jean | 27 septembre 2008 à Zaventem     |
| Miss Flandre-Orientale                   | Stefanie Dehennin      | 21 ans | 183 cm | Bavegem              | 12 août 2008 à Audenarde         |
| 1re dauphine de Miss Flandre-Occidentale | Seren Sierack          | 20 ans | 174 cm | La Calamine          | 19 septembre 2008 à Ostende      |
| Miss Brabant flamand                     | Aurélie Van Daelen     | 20 ans | 183 cm | Leeuw-Saint-Pierre   | 20 septembre 2008 à Oud-Heverlee |
| Miss Hainaut                             | Cassandra d’Ermillio   | 21 ans | 175 cm | Quaregnon            | 16 septembre 2007 à Charleroi    |
| 1re dauphine de Miss Limbourg            | Michèle Thissen        | 20 ans | 175 cm | Hasselt              | 13 septembre 2008 à Genk         |
| 1re dauphine de Miss Bruxelles           | Larissa Vastapane      | 23 ans | 177 cm | Uccle                | 27 septembre 2008 à Zaventem     |
| 1re dauphine de Miss Brabant flamand     | Yasmine De Borger      | 21 ans | 175 cm | Zemst                | 20 septembre 2008 à Oud-Heverlee |
| 1re dauphine de Miss Brabant wallon      | Stéphanie Aerts        | 23 ans | 175 cm | Jodoigne             | 30 août 2008 à Braine-l'Alleud   |
| Crown Card de Miss Hainaut               | Hind Ibn-Daifa         | 19 ans | 172 cm | Manage               | 16 septembre 2007 à Charleroi    |
| Miss Limbourg                            | Debbie Vaes            | 20 ans | 177 cm | Saint-Trond          | 13 septembre 2008 à Genk         |
| Miss Liège                               | Elena Gheorghiu        | 24 ans | 174 cm | Embourg              | 7 septembre 2008 à Spa           |
| Miss Luxembourg                          | Alicia Massaux         | 19 ans | 173 cm | Mussy-la-Ville       | 6 septembre 2008 à Libramont     |
| Miss Namur                               | Marie-Pierre Demoutiez | 22 ans | 171 cm | Maillen              | 30 août 2008 à Braine-l'Alleud   |
| 2e dauphine de Miss Flandre-Occidentale  | Lauren Vanbiervliet    | 20 ans | 178 cm | Ostende              | 19 septembre 2008 à Ostende      |
| 1re dauphine de Miss Hainaut             | Sophie De Petter       | 20 ans | 181 cm | Heppignies           | 16 septembre 2007 à Charleroi    |
| Miss Brabant wallon                      | Charlotte Withofs      | 21 ans | 172 cm | Incourt              | 30 août 2008 à Braine-l'Alleud   |
| Miss Flandre-Occidentale                 | Annelore Boutens       | 20 ans | 168 cm | Waregem              | 19 septembre 2008 à Ostende      |

## Déroulement de la cérémonie

### Prix attribués
| Prix               | Nom                                     |
| ------------------ | --------------------------------------- |
| Miss Soul          | Limbourg - Michèle Thissen              |
| Miss Three Corners | Bruxelles - Zeynep Sever                |
| Miss Body          | Limbourg - Debbie Vaes                  |
| Miss Mind          | Namur - Marie-Pierre Demoutiez          |
| Miss Photogénique  | Hainaut - Cassandra d’Ermillio          |
| Miss Sympathie     | Hainaut - Hind Ibn-Daifa                |
| Miss Internet      | Miss Brabant wallon - Charlotte Withofs |

### Jury
| Membre | Membre               | Notes                                                    |
| ------ | -------------------- | -------------------------------------------------------- |
|        | Darline Devos        | Présidente du comité Miss Belgique                       |
|        | Hakima Darhmouch     | Animatrice de télévision de RTL-TVI.                     |
|        | Ilse De Meulemeester | Miss Belgique 1994.                                      |
|        | Regi Penxten         | Disc jockey.                                             |
|        | Matthias Pohl        | Gagnant de la saison 2 de Secret Story.                  |
|        | Daniel Dedave        | Photographe officiel.                                    |
|        | Pierre Eggermont     | Un des fondateurs de l'agence de mannequin Models Office |

## Observations